# Folk och Försvar
Centralförbundet Folk och Försvar är en sedan år 1940 politiskt obunden sammanslutning som verkar för att främja debatt om Sveriges säkerhets- och försvarspolitik. 
Svenska staten utövar visst inflytande på organisationens ledning då Försvarsmakten och Myndigheten för samhällsskydd och beredskap utser en styrelseledamot vardera samt har vardera alltid en röstberättigad representant vid förbundets årsmöte.

## Historik
Folk och Försvar bildades vid inledningen av andra världskriget 1940 under namnet Centralkommittén för det frivilliga försvarsarbetet, för att främja debatt och information om säkerhets- och försvarspolitik. 
Medlemmarna i föreningen är organisationer och inte enskilda personer. Verksamheten finansieras genom medlemsavgifter, särskilda projektbidrag och bidrag från regeringen.
Sedan 1946 arrangerar Folk och Försvar en rikskonferens i fjällmiljö. Det första året hölls konferensen i Ånn i Jämtland. Konferensen arrangerades därefter under många år i Storlien och flyttade 1993 till Sälens Högfjällshotell.

## Generalsekreterare
- 1940–1942: Folke Thunborg
- 1942–1944: Bengt Junker
- 1944–1945: Harald Jacobsson
- 1945–1957: Ivar Göthberg
- 1957–1966: Henning Wingård
- 1966–1978: Börje Lindqvist
- 1978–1983: Roland Morell
- 1984–1991: Maj-Britten Zillén
- 1991–1996: Christina Salomonson
- 1996–2000: Olle Fack
- 2000–2001: Ulla Gudmundson
- 2001–2012: Lars Ekeman
- 2012–2017: Lena Bartholdson
- 2017–    : Maud Holma von Heijne